# Landholmarna, Landholmsängarna
Landholmarna, Landholmsängarna este o arie protejată (arie specială de conservare — SAC, sit de importanță comunitară — SCI) din Suedia întinsă pe o suprafață de 33,2 ha, integral pe uscat.

## Localizare
Centrul sitului Landholmarna, Landholmsängarna este situat la coordonatele 59°43′07″N 17°31′19″E / 59.7185°N 17.522°E.

## Înființare
Situl Landholmarna, Landholmsängarna a fost declarat sit de importanță comunitară în ianuarie 1997 pentru a proteja un număr necunoscut de specii din flora spontană și fauna sălbatică aflate în arealul zonei. Situl a fost protejat și ca arie specială de conservare în martie 2011.

## Biodiversitate
Situată în ecoregiunea boreală, aria protejată conține 3 habitate naturale: Pășuni din zone de pădure fino-scandinave, Pajiști fino-scandinave uscate până la mezice, bogate în specii de altitudine mică, Pajiști cu Molinia pe soluri calcaroase, turboase sau argilos-nămoloase (Molinion caeruleae).
La baza desemnării sitului se află un număr nedeclarat de specii protejate.